# Diennes-Aubigny
Diennes-Aubigny – miejscowość i gmina we Francji, w regionie Burgundia-Franche-Comté, w departamencie Nièvre.
Według danych na rok 1990 gminę zamieszkiwało 128 osób, a gęstość zaludnienia wynosiła 3 osoby/km² (wśród 2044 gmin Burgundii Diennes-Aubigny plasuje się na 782. miejscu pod względem liczby ludności, natomiast pod względem powierzchni na miejscu 58.).